# FC Berrechid (féminines)
Maillots
Le Football Club Berrechid est un club de football féminin marocain qui évolue en Championnat marocain de première division fondée en 1997.
C'est le premier club à avoir remporté la Coupe du Trône féminine, depuis le lancement de la compétition en 2008.

## Joueuses emblématiques
Parmi les joueuses emblématiques passées par le club figurent les internationales marocaines, Lamia Boumehdi, Aziza Rabbah, Latifa Zarhoun, Aicha Barbou, Nadia Maqdi, Fatiha Lassiri ou encore Dounia Tarkane. 

## Palmarès
- Championnat marocain (3)
  - Champion : 2005, 2006, 2008
  - Vice-champion : 2007, 2010

- Coupe du Trône (1)
  - Vainqueur : 2008

- Championnat d'Afrique du Nord (1)
  - Champion : 2007

- Championnat de la ligue du Grand Casablanca (3)
  - Champion : 2005, 2006, 2008
  - Vice-champion : 2002